# Minuscule
Minuscule (franz. Minuscule – La Vie privée des insectes, dt. Die Winzlinge (von franz. minuscule = winzig) – Das Privatleben der Insekten) ist eine französische Animationsserie aus dem Jahr 2006.

## Inhalt
Die Animationsserie besteht aus einer Mischung aus Naturaufnahmen, meist der Hintergrund, und 3D-Animationen. Die Handlung dreht sich um das tägliche Leben von Insekten und anderen Kleintieren. Dabei verzichtet die Serie vollständig auf Sprache. Die einfachen Handlungen werden durch Gesten oder Melodien unterstrichen. Speziell bei schnellen Flügen und Abstürzen der Insekten sind oft Geräusche von Flugzeugen, Helikoptern oder Motorrädern unterlegt.

## Produktion und Veröffentlichung
Die Serie, deren Staffel 1 aus 78 Episoden von jeweils vier bis sechs Minuten Länge besteht, wurde von Hélène Giraud und Thomas Szabo, die auch Regie führten, entwickelt und von Futurikon produziert. Die Episoden wurden seit dem 18. Oktober 2006 im Rahmen der Sendung KD2A von France 2 ausgestrahlt. 2007 sind bei Arcades Video in Frankreich vier DVDs erschienen. 2012 folgte eine zweite Staffel mit weiteren 97 Episoden und zwei Specials. In Deutschland ist seit September 2018 eine Komplettbox mit dem Titel „Die Winzlinge – Neue Abenteuer“ erhältlich, die auf sechs DVDs insgesamt 175 Episoden aus Staffel 1 & 2 enthält, sowie die zwei Specials „Die Nacht der Mandibeln“ und „Romeo und Ameise“.

## Verschiedenes
Am 14. Januar 2016 kam der auf der Serie basierende Spielfilm Die Winzlinge – Operation Zuckerdose in die deutschen Kinos. Die gleichnamige DVD erschien am 14. Mai 2016.
Am 21. Februar 2019 kam die Spielfilm-Fortsetzung Die Winzlinge – Abenteuer in der Karibik in die deutschen Kinos.